# Giorno dell'indipendenza delle Filippine
Il Giorno dell'indipendenza delle Filippine (in filippino Araw ng Kasarinlan, o anche Araw ng Kalayaan, ovvero "Giornata di libertà") è la festività nazionale della Repubblica delle Filippine.
Celebrata il 12 giugno di ogni anno,, commemora la dichiarazione d'indipendenza dalla Spagna da parte del politico filippino Emilio Aguinaldo nel 1898.
Dal 1962 è la Giornata Nazionale e viene celebrata come una festa dove i valori di libertà e d'indipendenza rappresentano, a distanza di decine di anni, un'identità nazionale per cui ancora oggi vale la pena riconoscersi. 
Celebri e valorosi eroi nazionali come José Rizal e Andrés Bonifacio hanno combattuto per la libertà del loro Paese.
Andrés Bonifacio, in particolare, è stato il capo del movimento che ha portato alla Rivoluzione filippina (1896-1898) e quindi, dopo la vittoria filippina che ne seguì, alla possibilità da parte di Emilio Aguinaldo di dichiarare l'indipendenza dalla Spagna e stabilire la nascita della prima Repubblica delle Filippine.